# 피닉스야자

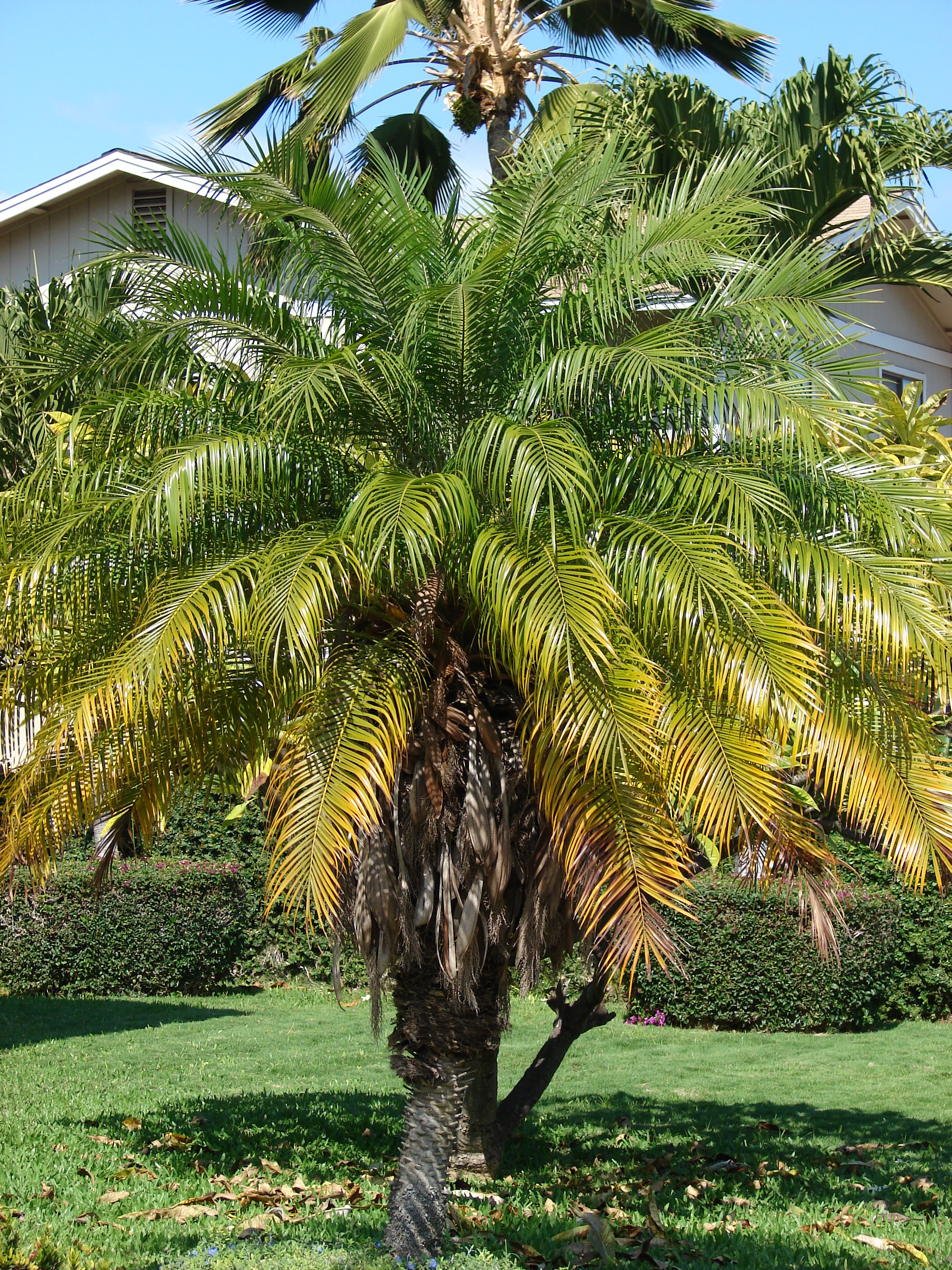

피닉스야자(Phoenix roebelenii, dwarf date palm)는 동남아시아에 자생하는 야자나무종이다. 중국 남서부(윈난성), 라오스 북부, 베트남 북부에 이르는 지역에 걸쳐있다.

## 설명
피닉스야자는 작거나 중간 크기의 느리게 성장하는 가느다란 나무이며 2~7미터까지 자란다. 잎은 60~120센티미터 길이이다.
꽃은 작고 노랗고 45센티미터 꽃차례 위에 생성된다. 열매는 식용 가능한 1센티미터 핵과이며 작은 대추야자를 닮았다.